# Arvit

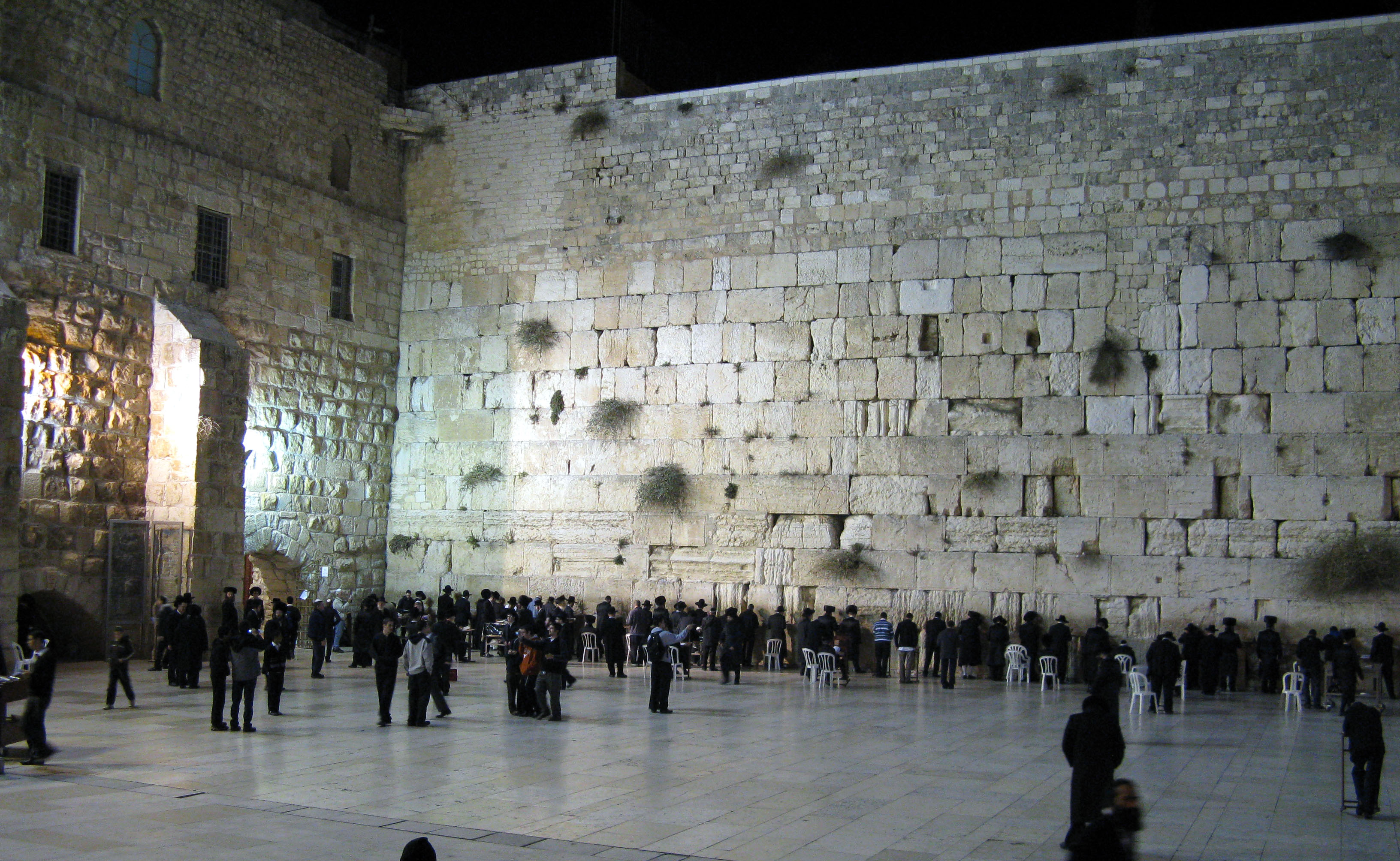
El Mur de les Lamentacions de nit.

Arvit o Maariv (en hebreu: תפילת ערבית) (transliterat: Tefilat Arbit) és un servei d'oració jueva que es duu a terme al vespre o durant la nit. Consisteix principalment en l'oració vespertina del Shemà Israel i l'Amidà. El servei sovint comença amb dos versos dels Salms, seguits de la recitació comunitària del Barechu. Després es diuen els tres paràgrafs de l'oració del Shemà Israel, precedits i seguits per dues benediccions, tot i que de vegades cal afegir una cinquena benedicció al final. El Hazan (cantant) recita una part de l'oració del Kadish. La Amidà és dita per tots, i a diferència dels altres serveis religiosos, aquesta no és repetida pel Hazan. És recitat el Kadish complet, l'oració Aleinu es recita, i el Kadish de les persones que guarden el dol acaba el servei. De tant en tant cal afegir altres oracions per incloure el recompte de l'Ómer (entre Péssah i Xavuot) i el Salm 27 (entre el primer d'Elul i el final de Sukkot). Maariv generalment es recita després de la posta del sol, no obstant això es pot recitar una hora i quart abans de l'Ocàs. Això es fa normalment només els divendres a la nit, per començar el Shabat més aviat. Al final del Shabat i els dies festius, el servei generalment es retarda fins al vespre.